# Priargunsk
Priargunsk (ros. Приаргунск) – osiedle typu miejskiego w Rosji, w Kraju Zabajkalskim, ośrodek administracyjny rejonu priarguńskiego. W 2010 liczyło 7388 mieszkańców.